# Dorion (Canadá)

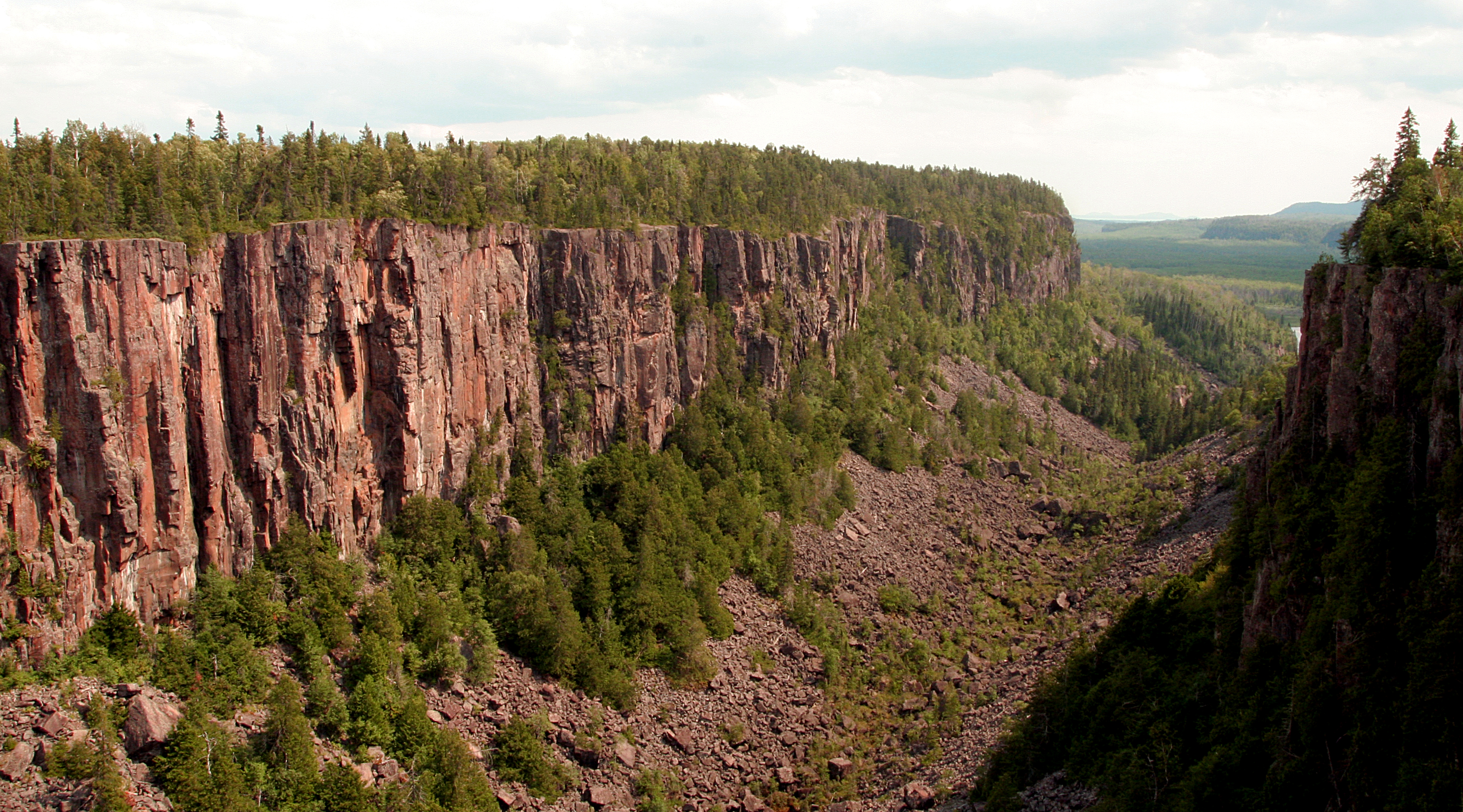
Cañón de Ouimet

Dorion es una localidad canadiense de la provincia de Ontario localizada en el distrito de Thunder Bay a 318 m s. n. m.
De acuerdo con el censo de 2011 tiene una población de 338 habitantes.
En la zona se encuentra el cañón de Ouimet.